# Departamento Bariloche
Das Departamento Bariloche liegt im Südwesten der Provinz Río Negro im Süden Argentiniens und ist eine von 13 Verwaltungseinheiten der Provinz. 
Es grenzt im Norden an die Provinz Neuquén, im Osten an die Departamentos Pilcaniyeu und Ñorquincó, im Süden an die Provinz Chubut und im Westen an Chile. 
Die Hauptstadt des Departamento Bariloche ist San Carlos de Bariloche.

## Bevölkerung

### Übersicht
Das Ergebnis der Volkszählung 2022 ist noch nicht bekannt. Bei der Volkszählung 2010 war das Geschlechterverhältnis mit 65.986 männlichen und 67.514 weiblichen Einwohnern ausgeglichen mit einem knappen Frauenüberhang.
Nach Altersgruppen verteilte sich die Einwohnerschaft auf 32.616 (24,4 %) Personen im Alter von 0 bis 14 Jahren, 90.508 (67,8 %) Personen im Alter von 15 bis 64 Jahren und 10.376 (7,8 %) Personen von 65 Jahren und mehr.

### Bevölkerungsentwicklung
Abgesehen von der Gegend um die Gebietshauptstadt ist die Gegend nur dünn besiedelt. Wegen der Zuwanderung nach Bariloche ist die Bevölkerungszahl stark steigend. Die Schätzungen des INDEC gehen von einer Bevölkerungszahl von 169.112 Einwohnern per 1. Juli 2022 aus.
| Jahr | 1947   | 1960   | 1970   | 1980   | 1991   | 2001    | 2010    | 2022    |
| Einwohner                                                                                                | 14.010 | 23.781 | 34.798 | 60.334 | 94.640 | 109.826 | 133.500 | k. Ang. |
| Bevölkerungsentwicklung des Departements seit 1947; Quelle: Ergebnisse der Volkszählungen in Argentinien |        |        |        |        |        |         |         |         |

## Städte und Gemeinden

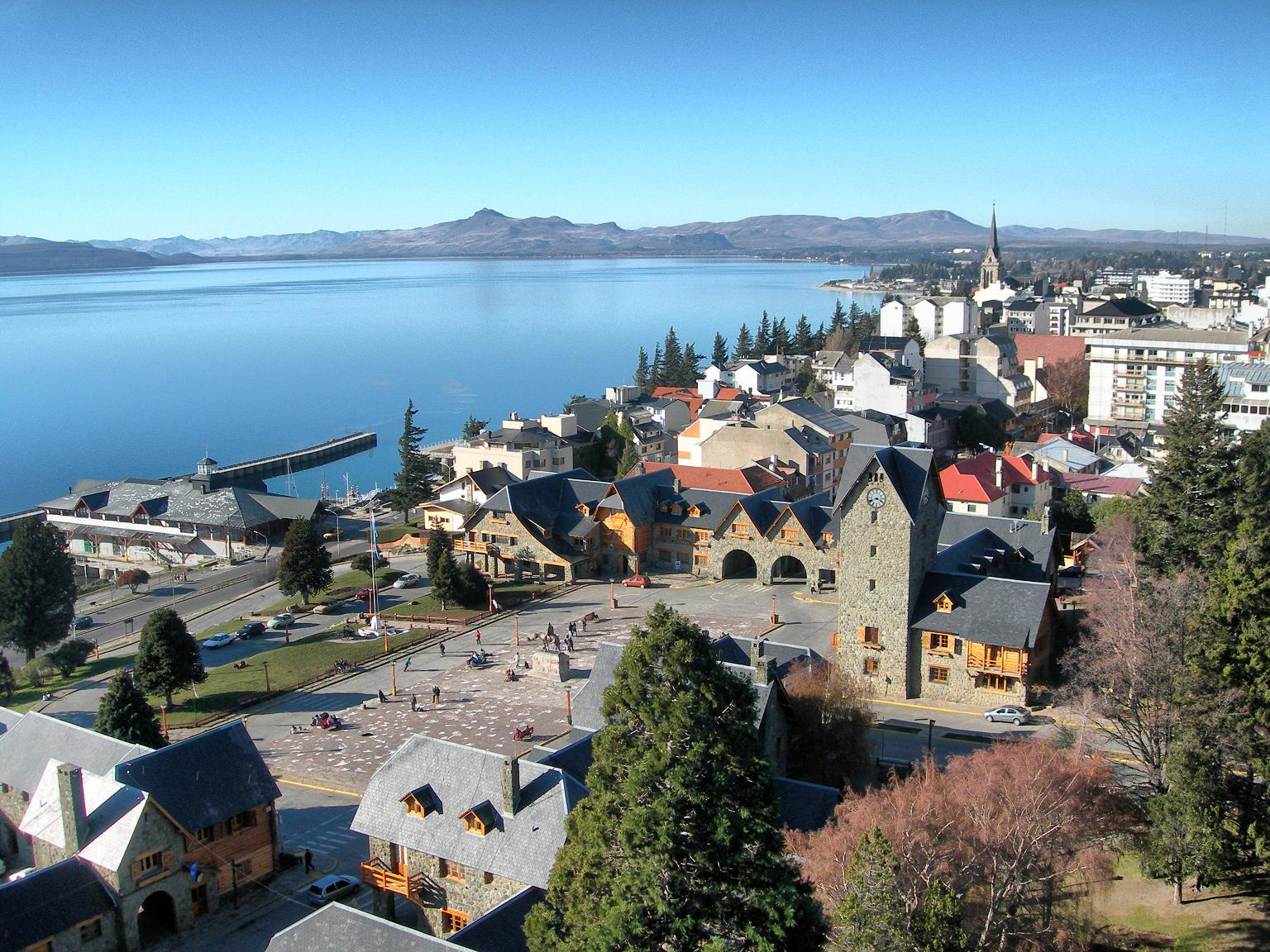
Blick auf San Carlos de Bariloche

Das Departamento Bariloche gliedert sich in zwei Gemeinden (Municipios: El Bolsón und San Carlos de Bariloche) und zwei Comisiones de Fomento (El Manso und Villa Mascardi). Weitere Siedlungen sind:
- Barrio El Pilar
- Colonia Suiza
- Cuesta del Ternero
- El Foyel
- El Rincón
- Los Repollos
- Mallín Ahogado
- Río Foyel
- Río Villegas
- Puerto Blest
- Puerto Frías
- Villa Campanario
- Villa Cerro Catedral
- Villa Llao Llao
- Villa Los Coihues